# Distrito de Eyüp
Eyüp es un distrito de la ciudad de Estambul, Turquía, situado en la confluencia de los ríos Kağıthane y Alibey, en el nacimiento del Cuerno de Oro. Cuenta con una población de 323.038 habitantes (2008). Históricamente, Eyüp ha sido siempre una zona importante, especialmente para los musulmanes de Turquía.

## Historia
Aunque la región se encuentra fuera del recinto de las murallas de la ciudad, el principal núcleo urbano es más antiguo que Estambul, ya que los dos ríos proporcionaban gran cantidad de agua dulce. Durante el periodo bizantino, existía una iglesia en el pueblo que posteriormente se convirtió en monasterio (construido en la colina detrás de la actual Mezquita de Eyüp).
Durante mucho tiempo, se utilizó como lugar de entierro, debido principalmente a su ubicación fuera de la ciudad de Estambul. Existen iglesias y cementerios cristianos, así como un gran cementerio musulmán. El principal lugar sagrado musulmán otorga a la región el nombre y la popularidad.

### Mezquita y mausoleo de Ayyub al-Ansari

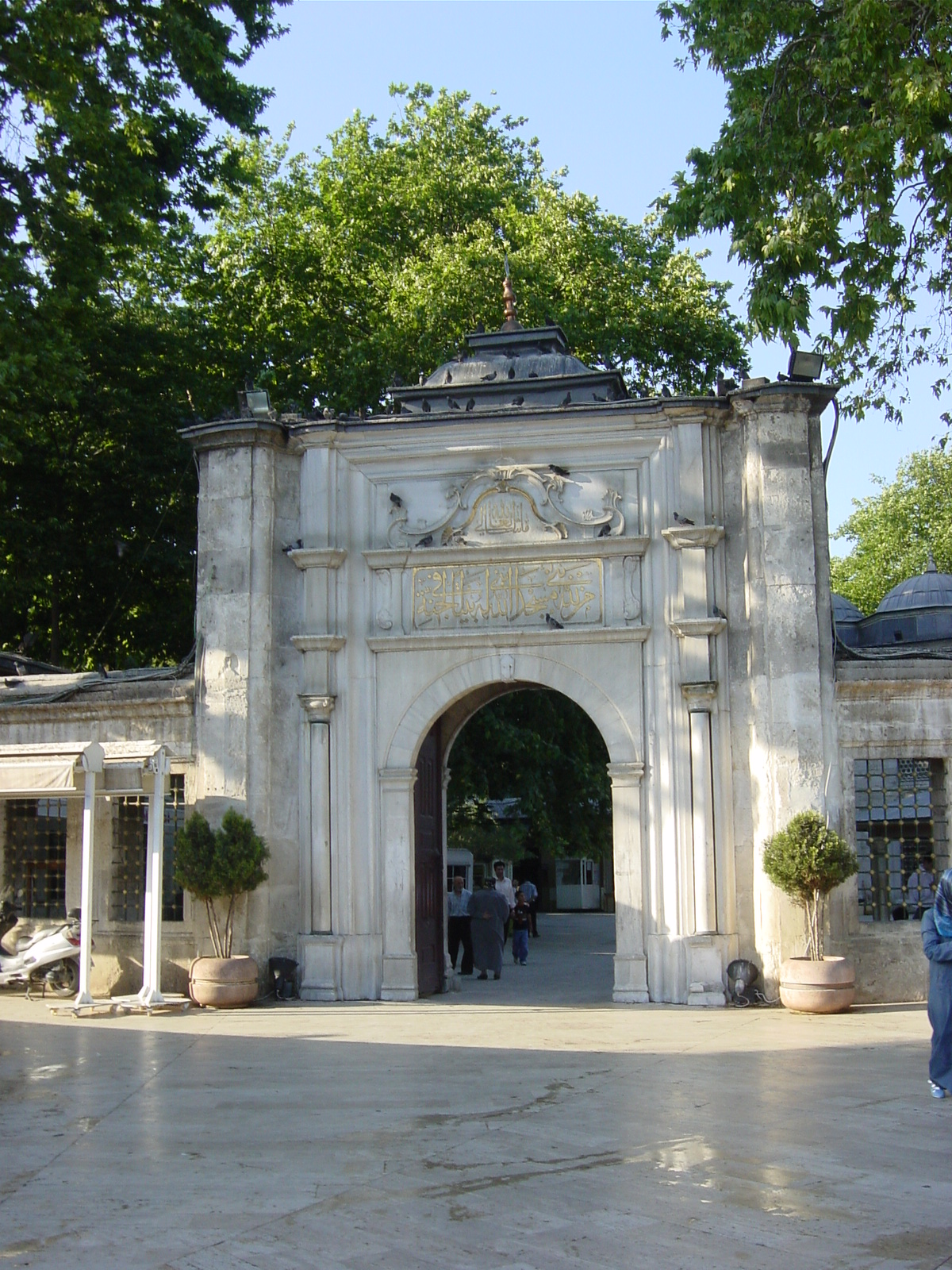
Entrada principal al santuario donde se encuentra el mausoleo (türbe) y la mezquita de Eyüp.

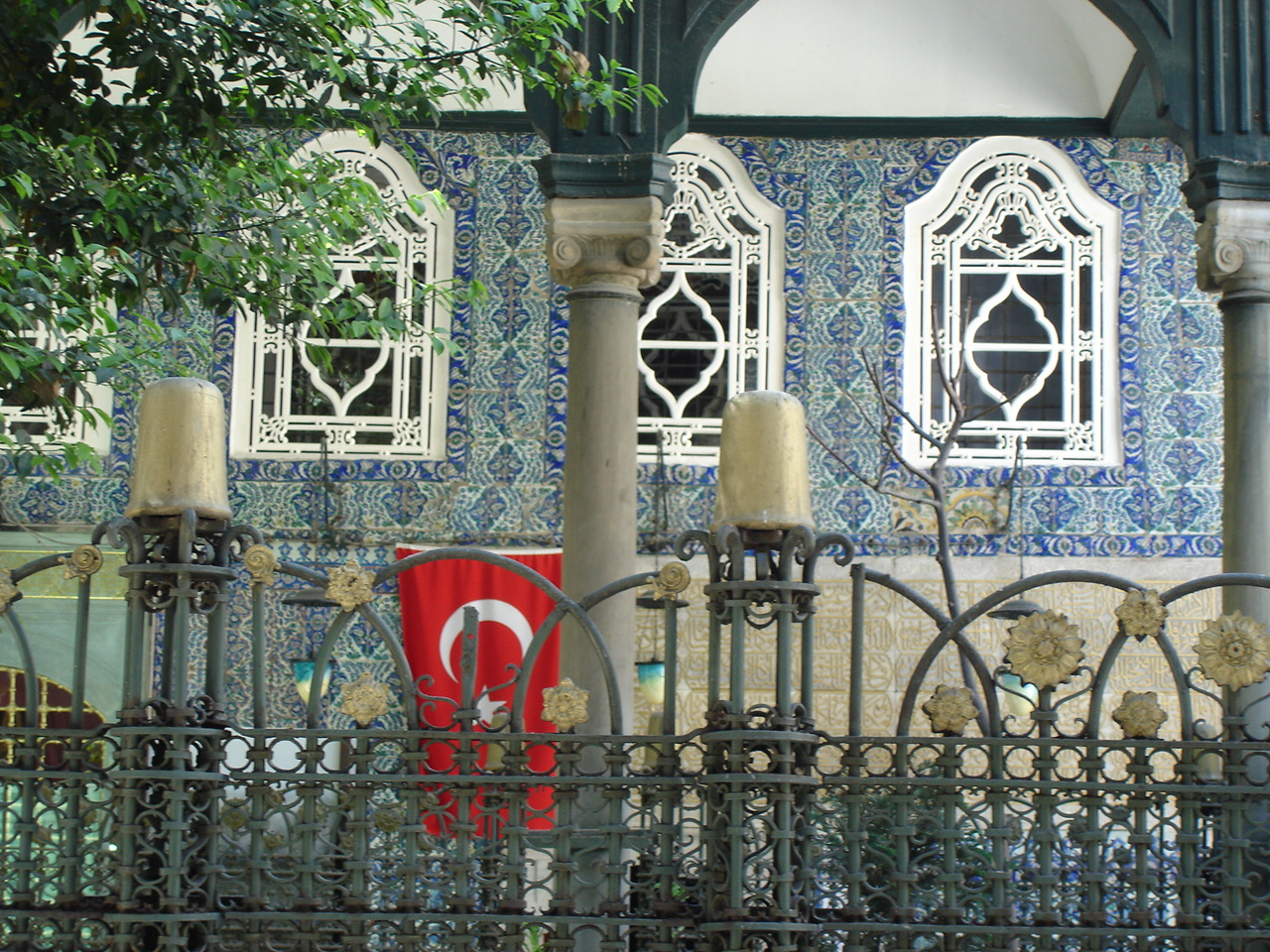
Vista interior del santuario.

El nombre Eyüp proviene de Abu Ayyub al-Ansari, compañero y adalid del profeta Mahoma. Llegó a Constantinopla con el ejército árabe durante el primer intento de conquista musulmana de la ciudad, donde murió y fue enterrado. Siete siglos más tarde, durante el conquista de Constantinopla, la tumba fue descubierta por el jeque de Mehmed II.
Una vez conquistada la ciudad, el sultán Mehmet ordenó la construcción de una tumba (türbe) en el lugar donde descansaban los restos de Abu Ayyub y una mezquita en su honor. Se trata de la primera gran mezquita que se construyó en Estambul, y estaba rodeada de las tradicionales fuentes y la escuela.
Desde este momento, Eyüp se convirtió en una especie de lugar sagrado. La mezquita contenía una piedra en la que se decía que estaba la huella de Mahoma. Se construyeron más mezquitas, escuelas y fuentes; además, debido al deseo de numerosos funcionarios otomanos de ser enterrados cerca de la tumba de Abu Ayyub, el cementerio se convirtió en uno de los más solicitados de Estambul.
La zona creció y, consecuentemente, se construyeron numerosas edificaciones sagradas de gran valor, donde se podían encontrar tekkes derviches junto a visitantes turcos y extranjeros.
Durante el esplendor del Imperio otomano, Eyüp fue una de las zonas urbanas más populares fuera de las murallas de la ciudad.

### Eyüp durante la Revolución Industrial
Durante los siglos XVII y XVIII, Estambul empezó a crecer considerablemente cuando las comunidades turcas y musulmanas que habitaban los Balcanes y el Cáucaso llegaron a la ciudad. En este periodo, la zona de Eyüp se incorporó a la ciudad, perdiendo parte de su ambiente espiritual cuando se construyeron fábricas a lo largo del Cuerno de Oro. La primera fue una fábrica de feces para el ejército otomano. Hoy en día, la fábrica (Feshane) es un centro de exposiciones perteneciente al ayuntamiento de Estambul.
Por otro lado, la industria y el aumento de población, así como los visitantes de los lugares sagrados, fomentaron el crecimiento de la zona comercial alrededor de la mezquita. Las calles traseras tenían mercados de pescado y productos lácteos, tiendas, cafeterías y bares para los residentes, mientras que el patio de la mezquita albergaba a vendedores de textos y rosarios para los visitantes y peregrinos.
A partir de mediados del siglo XX, los residentes con mayor riqueza comenzaron a comprar casas en la parte asiática de la ciudad o al otro lado del Bósforo, ya que éste estaba cada vez más contaminado debido al desarrollo industrial. La zona industrial se expandió con la construcción de las principales carreteras a través de Eyüo y los jardines y campos de flores de Alibeyköy desaparecieron.

## Eyüp en la actualidad
En las últimas décadas, muchas de las fábricas han cerrado sus puertas o han sido limpiadas, el Cuerno de Oro ya no huele y es posible sentarse en la orilla. También se han instalado numerosas familias conservadoras musulmanas en la zona.
La Mezquita de Eyüp Sultan atrae a turistas que visitan Estambul, así como a numerosos peregrinos. 

## Ciudades hermanadas
- Prijepolje, Serbia.